# Arcopsis
Arcopsis är ett släkte av musslor. Arcopsis ingår i familjen Noetiidae.
Kladogram enligt Catalogue of Life:
| Arcopsis | \| \| Arcopsis adamsi \| \| \| \| \| \| Arcopsis solida \| \| \| \| |
|          | \| \| Arcopsis adamsi \| \| \| \| \| \| Arcopsis solida \| \| \| \| |
|          | Noetia                                                              |
|          |                                                                     |
|          | Striarea                                                            |
|          |                                                                     |
|          | Arcopsis adamsi                                                     |
|          |                                                                     |
|          | Arcopsis solida                                                     |
|          |                                                                     |

|  | Arcopsis adamsi |
|  |                 |
|  | Arcopsis solida |
|  |                 |